# グライド・イン・ブルー
『グライド・イン・ブルー』（原題: Electra Glide In Blue）は、1973年製作のアメリカ映画。監督は、ロックバンド・シカゴのプロデューサーのジェームズ・ウィリアム・ガルシオ。モニュメント・バレーを舞台に、夢破れた男たちの孤独、挫折、哀愁を描く。
原題の”エレクトラ・グライド”とは、ハーレーダビッドソンの最新型（当時）の車名。
ブルーは制服の色から警官のことを指す俗語。

## あらすじ
ところはアリゾナ州。
荒涼とした砂漠の片田舎で、殺人課の刑事になる事を夢見ながらも、何もないハイウェイを取り締まる白バイ警官ジョン。バイク「エレクトラ・グライド」に憧れる同僚ジッパーがするヒッピー達への嫌がらせを諌め、黙々と働く日々。
ある時、老人ウィリーから友人フランクが自殺したと通報され、ジョンはジッパーと共に現場へ踏み込む。検視官は自殺だと断定するが、ジョンは自殺なら胸ではなく頭を撃つはずだと主張し、それが偽装された殺人だと見抜く。
ジョンの推理を聞いた殺人課刑事のハーヴは、ジョンを殺人課へと引き抜き、共にこの事件の捜査に当たるよう命じる。ついに夢実現の第一歩を踏み出したジョンだが、そこには病める大国アメリカの絶望的な現実が待っていた。
ウィリーによれば、フランクは最近ヒッピー相手に麻薬取引をしており、売上の5000ドルを隠していたという。だがフランクの家から麻薬は発見されたが5000ドルは見つからず、ハーヴ刑事はそれこそが殺人の動機だと推理する。ハーヴ刑事はヒッピーたち相手に話も聞かず暴力的な捜査を行い、さらにジョンに自分の恋人だとジョリーンを紹介する。しかしジョリーンがジョンともベッドを共にしていた事を知ったハーヴ刑事は激高、ジョンを再び白バイ勤務へと戻してしまう。
やがてジョンとジッパーは、ハーヴ刑事が犯人だと睨んでいた麻薬売人ゼムコを逮捕するが、ゼムコは容疑を否認。ゼムコが犯人だと決めつけるハーブ刑事に疑問を抱くジョンは、たった一人で作業する掃除夫の姿を見て真相に気づく。病死と聞かされていた自分の父親は、実は自殺だったことをジョンは知っていた。孤独こそが人を殺すのだ。
実は殺人犯は通報したウィリーであり、親友フランクが若者たちと交流しはじめたことに対する嫉妬がその動機だった。ウィリーを逮捕したジョンは、ハーヴ刑事の見せかけだけの姿を責め立てて罵倒し、続いてジッパーの家へ向かう。そこでは念願のバイク「エレクトラ・グライド」を手に入れたジッパーが、大喜びではしゃいでいた。ジョンに金の出所を問われたジッパーは、ついにフランクの殺害現場から5000ドルを盗んだことを白状する。追い詰められたジッパーは銃を抜いて発砲し、反射的に応戦したジョンはジッパーを射殺してしまう。
夢を失い、自らの手で親友を殺したジョンは、何もないハイウェイで交通違反を取り締まる白バイ警官としての日々に戻る。
ある日、以前ジッパーから嫌がらせを受けたヒッピーの車を止めたジョンは、免許証を返し忘れたことに気づいて追いかける。しかしジョンの目の前に突きつけられたのはショットガンの銃口で、撃たれたジョンはバイクから転がり落ちる。そしてジョンは荒野にうずくまるようにして、孤独に死んでいくのだった。

## キャスト
| 役名                       | 俳優                          | 日本語吹替                                             |
| 役名                       | 俳優                          | TBS版                                                  |
| -------------------------- | ----------------------------- | ------------------------------------------------------ |
| ジョン・ウィンターグリーン | ロバート・ブレイク            | 樋浦勉                                                 |
| ジッパー                   | ビリー・グリーン・ブッシュ    | 羽佐間道夫                                             |
| ハーヴ・プール刑事         | ミッチェル・ライアン          | 小林勝彦                                               |
| ジョリーン                 | ジャニーヌ・ライリー          | 森田育代                                               |
| ウィリー                   | エリシャ・クック              | 槐柳二                                                 |
| ボブ・ゼムコ               | ピーター・セテラ              | 西村知道                                               |
| キラー                     | テリー・キャス                | 笹岡繁蔵                                               |
| デヴィッド                 | デヴィッド・J・ウォリンスキー | 伊武雅之                                               |
| 不明 その他                |                               | 小川真司 丸山詠二 池田勝 増岡弘 広瀬正志 葵京子 林一子 |
|                            |                               |                                                        |
| 演出                       | 演出                          | 小林守夫                                               |
| 翻訳                       | 翻訳                          | 佐藤一公                                               |
| 効果                       | 効果                          | 芦田公雄                                               |
| 調整                       | 調整                          | 平野富夫                                               |
| 制作                       | 制作                          | 東北新社                                               |
| 解説                       | 解説                          | 荻昌弘                                                 |
| 初回放送                   | 初回放送                      | 1978年8月14日 『月曜ロードショー』                     |

## スタッフ
- 監督・製作・音楽：ジェームズ・ウィリアム・ガルシオ
- 音楽指揮：ジミー・ハスケル
- 原作：ルパート・ヒッツィグ/ロバート・ボリス
- 脚本：ロバート・ボリス